# Jonction triple de Rodrigues

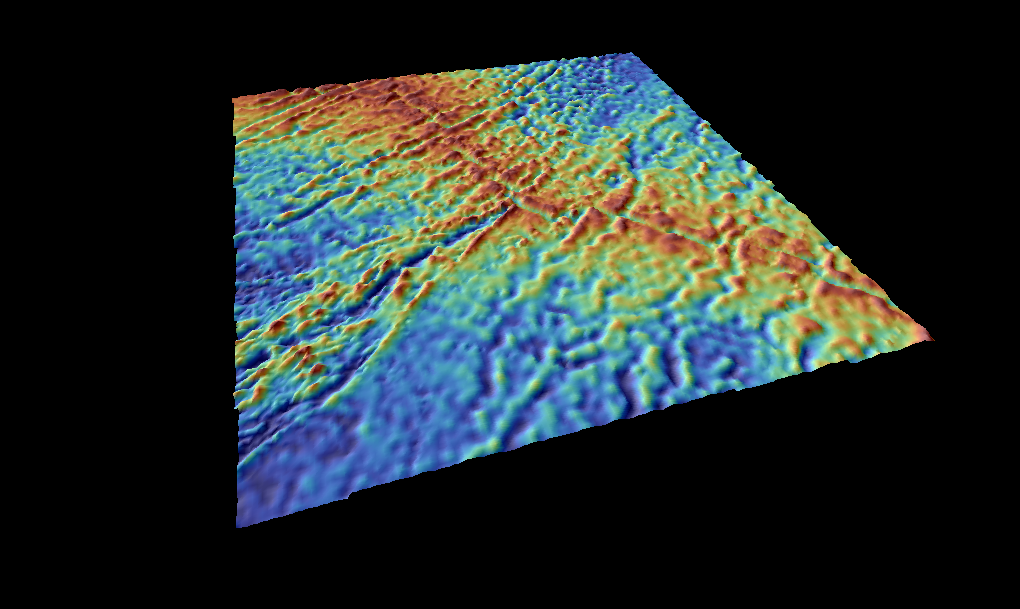
Jonction triple de Rodrigues, vue du sud.

La jonction triple de Rodrigues est une jonction triple reconnue en 1971 située dans le sud de l'océan Indien, où se rencontrent les plaques africaine, indo-australienne et antarctique. Elle est formée de la jonction de trois dorsales : la dorsale centrale indienne, la dorsale sud-ouest indienne et la dorsale sud-est indienne. Elle tire son nom de l'île de Rodrigues située à environ 1 000 km au nord-ouest de celle-ci.

## Frontières
Les frontières des trois plaques qui se rencontrent à la jonction triple de Rodrigues sont toutes des dorsales actives, ce qui en fait une jonction triple de type R-R-R (pour l'anglais ridge-ridge-ridge, soit « dorsale-dorsale-dorsale »). Certains travaux suggèrent cependant une jonction triple instable « dorsale-dorsale-faille ». La dorsale centrale indienne (entre les plaques africaine et indo-australienne) a une vitesse d'expansion de 50 mm/an, la dorsale sud-ouest indienne (entre les plaques africaine et antarctique) de 16 mm/an et
la dorsale sud-est indienne (entre les plaques indo-australienne et antarctique) de 60 mm/an.
La dorsale sud-est indienne a la vitesse d'expansion la plus élevée à la triple jonction, et bien que dorénavant considérée comme un centre d'expansion intermédiaire, elle était une dorsale à expansion rapide entre les anomalies magnétiques 31 et 22, avec une vitesse de 110 km/million d'années à l'anomalie 28. La vitesse d'expansion est similaire pour la dorsale centrale indienne, mais légèrement plus lente et présentant une géométrie plus complexe. La dorsale sud-ouest indienne a une vitesse d'expansion très lente, une topographie accidentée et un nombre important de zones de fractures décalées.
Ces trois frontières sont elles-mêmes coupées par des frontières diffuses : la dorsale centrale indienne est coupée par la frontière indo-texte=capricorne, la dorsale sud-est indienne par la frontière capricorne-australienne et la plaque sud-ouest indienne par la frontière nubio-somalienne. Ces deux dernières plaques sont l'œuvre du rift est-africain divise l'Afrique entre plaques nubienne et somalienne. Elles convergent au sud de la vallée du Rift (2 mm/an) mais divergent au nord (6 mm/an) et une légère différence dans la vitesse d'expansion le long de la partie centrale de la dorsale sud-ouest indienne indique l'existence d'une triple jonction vague quelque part au sud de Madagascar.

## Évolution de la tectonique
La jonction triple de Rodrigues s'est formée lorsque le microcontinent des Seychelles (en) a dérivé de la plaque indienne il y a 64 Ma entraînant l'ouverture de la dorsale de Carlsberg. Depuis la jonction triple a migré vers l'est depuis le sud de Madagascar (dans ses coordonnées modernes) jusqu'à sa situation actuelle.
Depuis 65 Ma, la vitesse de migration vers le nord-est de la jonction triple de Rodrigues a diminué : d'abord de 10 cm/an, puis 2,6 cm/an il y a 43 Ma, enfin environ 3,6–3,8 cm/an depuis 41 Ma. La stabilité de la vitesse de migration vers 41 Ma coïncide avec la plissement de la chaîne sous-marine Hawaï-Empereur, suggérant une réorganisation globale de la tectonique des plaques à cette époque.
D'abord considéré comme une jonction triple stable de type « dorsale-dorsale-dorsale », la jonction triple de Rodrigues est maintenant considérée comme une jonction triple instable « dorsale-dorsale-faille » dans laquelle l'axe de la dorsale centrale indienne se décale vers l'est à une vitesse de 14 cm/million d'années à cause des différences de vitesse d'expansion entre la dorsale centrale indienne et la dorsale sud-est indienne. Cette configuration est similaire à celle de la jonction triple des Galápagos à l'est de l'océan Pacifique. À chaque fois que la jonction triple de Rodrigues est décalée vers l'est, un nouveau segment est àjouté à la dorsale centrale indienne, entraînant une croissance constante de la dorsale centrale indienne et une longueur constante pour la dorsale sud-est indienne. Au contraire, les vitesses d'expansions de la dorsale sud-ouest indienne sont intermittentes et très lentes, mais l'extension des plaques dans les dorsales sud-est et centrale indienne entraînent une augmentation constante de la longueur de la dorsale sud-ouest indienne près de la jonction triple.